# Ljupina
Ljupina falu Horvátországban, Bród-Szávamente megyében. Közigazgatásilag Újgradiskához tartozik.

## Fekvése
Bródtól légvonalban 49, közúton 54 km-re nyugatra, Pozsegától   légvonalban 26, közúton 35 km-re délnyugatra, községközpontjától 4 km-re délre, Nyugat-Szlavóniában fekszik. Határát átszeli az A3-as autópálya.

## Története
A település első írásos említése „Luphyna” néven még birtokként 1261-ben „Zelnatech” határának leírásában történt, melyből kiderül, hogy a birtok egy része a Száva mentén húzódott. Az 1332 és 1335 között kelt pápai tizedjegyzék Pál nevű plébánosát említi. Az okiratból az is kiderül, hogy az itteni plébániatemplom Szent János tiszteletére volt szentelve. Ezt erősíti meg a Szentszék 1429. február 14-én kelt levele, melyben a templom titulusaként Keresztelő Szent Jánost említi.  1396-ban „Liphine” néven cserneki nemesek birtokai között szerepel. Neve „Liphinye, Lyphynye, Liphynie” névalakokban a 15. században többször előfordul köznemesek nevében is.  1536 körül megszállta a török.
1698-ban „Luknia” néven Perucze keleti szomszédjaként szerepel a török uralom alól felszabadított szlavóniai települések összeírásában.  Az első katonai felmérés térképén „Lupinia” néven található. Lipszky János 1808-ban Budán kiadott repertóriumában „Ljupina” néven szerepel.  Nagy Lajos 1829-ben kiadott művében „Ljupina” néven 98 házzal, 516 katolikus vallású lakossal találjuk.  A gradiskai határőrezredhez tartozott.
Miután 1871-ben megszűnt a katonai közigazgatás Horvátországhoz, Pozsega vármegyéhez csatolták. 1881-ben a vármegye Újgradiskai járásának része lett. 1857-ben 435, 1910-ben 627 lakosa volt. Az 1910-es népszámlálás szerint lakosságának 91%-a horvát, 7%-a német, 2%-a szerb anyanyelvű volt. Pozsega vármegye Újgradiskai járásának része volt. Az első világháború után 1918-ban az új szerb-horvát-szlovén állam, majd később (1929-ben) Jugoszlávia része lett. A település 1991-től a független Horvátországhoz tartozik. 1991-ben lakosságának 87%-a horvát, 7%-a szerb, 2%-a jugoszláv nemzetiségű volt. A délszláv háború során a szerb lakosság legnagyobb része elmenekült. 2011-ben a 987 lakosa volt.

## Lakossága
| Lakosság változása | Lakosság változása | Lakosság változása | Lakosság változása | Lakosság változása | Lakosság változása | Lakosság változása | Lakosság változása | Lakosság változása | Lakosság változása | Lakosság változása | Lakosság változása | Lakosság változása | Lakosság változása | Lakosság változása | Lakosság változása |
| ------------------ | ------------------ | ------------------ | ------------------ | ------------------ | ------------------ | ------------------ | ------------------ | ------------------ | ------------------ | ------------------ | ------------------ | ------------------ | ------------------ | ------------------ | ------------------ |
| 1857               | 1869               | 1880               | 1890               | 1900               | 1910               | 1921               | 1931               | 1948               | 1953               | 1961               | 1971               | 1981               | 1991               | 2001               | 2011               |
| 435                | 441                | 408                | 475                | 521                | 627                | 690                | 789                | 942                | 1.104              | 1.270              | 1.329              | 1.306              | 1.343              | 1.076              | 987                |

## Nevezetességei
Szent Balázs tiszteletére szentelt római katolikus kápolnáját 1758-ban említik először. Az akkori kápolna még fából épült. 1980-ban az akkori főtisztelendő Mirko Bijelić kezdeményezésére a régi kápolnát modern falazott épülettel bővítették. A mai templom a klasszicizmus és a modern stílus keveréke.